# Dániel Hadfi
Dániel Hadfi (* 13. května 1982 Budapešť, Maďarsko) je bývalý maďarský zápasník–judista.

## Sportovní kariéra
Připravoval se v armádním sportovním klubu Honvéd v Budapešti pod vedením Pétera Toncse. V maďarské seniorské reprezentaci s pohyboval od roku 2000 ve střední váze a po roce 2004 nahradil v polotěžké váze do 100 kg maďarského olympijského vítěze Antala Kovácse. V letech 2006 až 2007 patřil mezi nejlepší těžké váhy na světě a bez větších potíží si zajistil účast na olympijských hrách v Pekingu. V olympijském roce 2008 ho však v přípravě provázely psychosomatické problémy spojené se zánětem mandlí, se kterým si lékaři nevěděli rady. Přes tyto problémy se dokázal připravit a v Pekingu mu v prvních kolech přálo nalosování. Ve čtvrtfinále svedl krásnou bitvu s Kazachem Askatem Žitkejevem na jehož strhy sumi-gaeši však nestačil a obsadil 7. místo. Po olympijských hrách u něho zdravotní problémy přetrvávaly, navíc po radikálních změnách pravidel v roce 2010 přišel o některé své oblíbené techniky. Po nevýrazných výsledcích ukončil aktivní sportovní kariéru v roce 2012 před olympijskými hrami v Londýně.
Dániel Hadfi byl pravoruký judista s osobní technikou sumi-gaeši a do roku 2010 kučiki-taoši, morote-gari.

## Výsledky
| Turnaj             | 1999         | 2000         | 2001         | 2002         | 2003           | 2004           | 2005           | 2006           | 2007           | 2008           | 2009           | 2010           | 2011           |
| Turnaj             | 17           | 18           | 19           | 20           | 21             | 22             | 23             | 24             | 25             | 26             | 27             | 28             | 29             |
| Turnaj             | střední váha | střední váha | střední váha | střední váha | polotěžká váha | polotěžká váha | polotěžká váha | polotěžká váha | polotěžká váha | polotěžká váha | polotěžká váha | polotěžká váha | polotěžká váha |
| ------------------ | ------------ | ------------ | ------------ | ------------ | -------------- | -------------- | -------------- | -------------- | -------------- | -------------- | -------------- | -------------- | -------------- |
| Olympijské hry     |              | —            |              |              |                | —              |                |                |                | 7.             |                |                |                |
| Mistrovství světa  | —            |              | —            |              | —              |                | 7.             |                | 3.             |                | úč.            | úč.            | úč.            |
| Mistrovství Evropy | —            | —            | úč.          | úč.          | —              | —              | —              | 2.             | 1.             | —              | 7.             | úč.            | úč.            |
| ME do 23 let       |              |              |              |              | úč.            | 1.             |                |                |                |                |                |                |                |
| MS juniorů         |              | 3.           |              |              |                |                |                |                |                |                |                |                |                |
| ME juniorů         | 7.           | 3.           | 6.           |              |                |                |                |                |                |                |                |                |                |